# Grote Kerk (Halfweg)
De Grote Kerk was een protestantse kerk aan de Amsterdamsestraatweg in Halfweg.
De oorspronkelijk gereformeerde (GKN) kerkgemeenschap werd opgericht in 1881. Tot 1890 maakte men gebruik van een houten noodgebouw, waarna een kleine stenen kerk werd gebouwd, die plaats bood aan 300 gelovigen. Dit gebouw bleek door de groei van Zwanenburg al na enkele jaren te klein en in 1919 werd een nieuwe kerk geopend met 650 zitplaatsen. De nieuwe kerk was in rationalistische stijl ontworpen door de architect Tjeerd Kuipers. In 1928 werd de toren, de kosterwoning en een nieuwe voorgevel gebouwd. Tussen 1975 en 1976 werd de kerk gerenoveerd en vergroot met een bestuurskamer.
De kerk is ingericht naar typisch gereformeerde idealen. Rondom de kansel staan in een waaiervorm de kerkbanken opgesteld. Het orgel hangt boven de kansel tegen de achterwand.
Na de fusie van de gereformeerde en hervormde gemeenschappen in de Protestantse Kerk in Nederland (2004) bleek het aantal kerkgangers te klein te zijn om zowel de Grote Kerk als de voormalige hervormde Kleine Kerk in stand te houden. Besloten is om de Grote Kerk af te stoten en de diensten alleen nog voort te zetten in de Kleine Kerk. De Grote Kerk zou na renovatie van de Kleine Kerk (2009-2011) worden gesloopt en op deze plaats zou een gebouw met 24 woningen komen. Omdat de Grote Kerk een voor Halfweg beeldbepalend gebouw is, was er kritiek op de beslissing de kerk te slopen. Het Cuypersgenootschap, dat zich inzet voor het behoud van bouwkundig erfgoed uit de 19e en 20e eeuw, heeft de gemeente verzocht de Grote Kerk op de gemeentelijke monumentenlijst te plaatsen en een nieuwe bestemming voor het gebouw te verzoeken. Dit verzoek werd afgewezen en een sloopvergunning werd verleend. Door de economische crisis bleek het oorspronkelijke geplande appartementengebouw niet meer haalbaar. In een in 2014 gepresenteerd aangepast ontwerp voor een kleiner complex blijft de toren wel behouden. Dit ontwerp heeft uiteindelijk doorgang kunnen vinden en in 2016 is de Grote Kerk gesloopt, behoudens de toren.
Op de Begraafplaats in Zwanenburg is in maart 2011 een 8 meter hoge klokkestoel gebouwd waarin de 870 kg zware kerkklok van de Grote Kerk is opgehangen. In juni 2014 is bovendien de windhaan van de kerktoren op deze klokkenstoel gezet.